# Kasteel Van den Hove

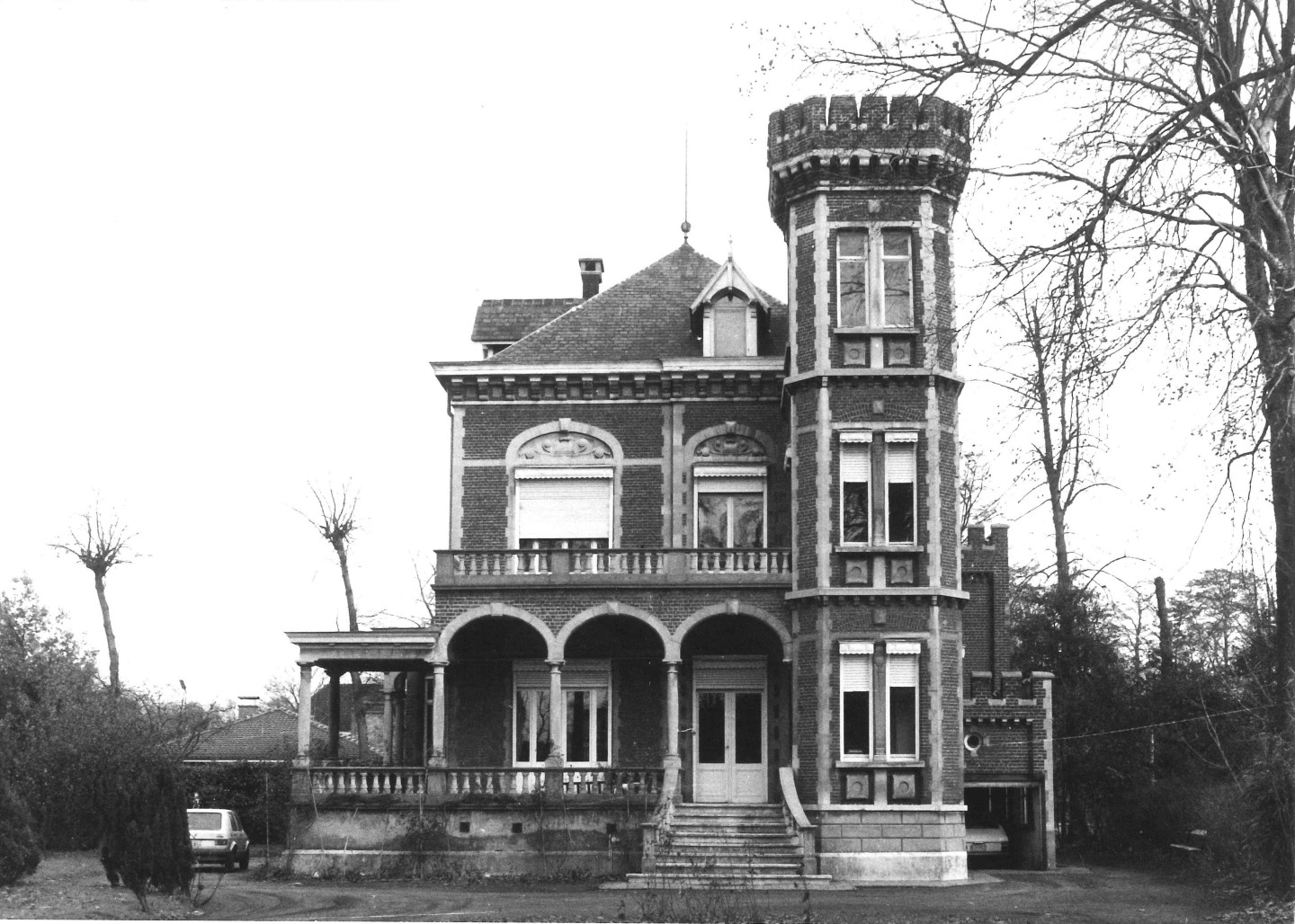
Kasteel Van den Hove

Het Kasteel Van den Hove is een kasteel in de tot de gemeente Gent behorende plaats Gentbrugge, gelegen aan Meersemdries 2.
Het kasteeltje bevindt zich in de tuin van het landgoed Claeys Adrianus en het werd gebouwd in 1881. In 1896 werd het verbouwd waarbij ook de vierkante watertoren werd gebouwd en diverse aanbouwen aan het oorspronkelijk op vierkante plattegrond staande kasteeltje tot stand kwam. Ook de houten galerij werd toen aangebracht. Er resulteerde een kasteeltje in eclectische stijl.